# 圣方济各主教座堂 (罗得)
罗得岛圣方济各主教座堂（希臘語：Εκκλησία του Αγ. Φραγκίσκου της Ασίζης），是天主教羅得總教區的主教座堂，位于希腊南愛琴大區罗得专区首府罗得市圣亚他那修门外附近，介于阿坎迪亚和圣约翰两区之间。
1936年9月20日，总主教若望·玛丽亚·埃米利奥·卡斯特莱纳和意大利总督马里奥·拉戈为其奠基。该堂由建筑师阿曼多·伯纳比蒂设计, 完成于1939年。1940年，该堂配备了管风琴，雕塑家蒙特利昂娜Monteleone为该堂创作了苦路十四站浮雕。唱经楼的壁画由皮特罗·加登齐所绘。在正祭台上方的天花板，十字架周围对称地描绘四位圣史。加登齐还创作了圣母领报和圣穆理思祭台。